# Iglesia de la Concepción de Nuestra Señora
La iglesia de la Concepción de Nuestra Señora es un templo situado en el concejo de Guillarte, en el municipio alavés de Cuartango.

## Descripción
Construida en el siglo XVIII, está protegida bajo la categoría de «zona de presunción arqueológica». Se menciona como iglesia parroquial del lugar en el Diccionario geográfico-estadístico-histórico de España y sus posesiones de Ultramar de Pascual Madoz, donde figura con la advocación de «la Concepcion de Ntra. Sra.». Se asegura que, a mediados del siglo XIX, estaba «servida por un beneficiario perpétuo con título de cura de nombramiento del ordinario, y por un mayordomo secular». Décadas después, ya en el siglo XX, Vicente Vera y López vuelve a reseñarla en el tomo de la Geografía general del País Vasco-Navarro dedicado a Álava, en el que se describe como «de categoría rural de primera clase, dedicada á la Purísima Concepción», perteneciente al arciprestazgo de Cuartango.
Los registros sacramentales de bautismos, matrimonios y decesos generados por la parroquia de la Concepción de Nuestra Señora desde el siglo XV hasta el final del XIX se conservan con los del resto de iglesias de la provincia en el Archivo Histórico Diocesano de Vitoria, donde pueden consultarse.